# Asedio de Kijevo en 1991
El asedio de Kijevo en 1991 fue uno de los primeros conflictos de la Guerra de Independencia croata. El 9º Cuerpo del Ejército Popular Yugoslavo (Jugoslovenska Narodna Armija - JNA) dirigido por el Coronel Ratko Mladić y las fuerzas de la Región Autónoma Serbia de Krajina (SAO Krajina) bajo el mando del jefe de policía de Knin, Milan Martić, sitiaron la localidad de Kijevo, habitada por croatas, a finales de abril y principios de mayo de 1991. El asedio inicial se levantó después de las negociaciones que siguieron a las grandes protestas en Split contra la ANJ.
Las fuerzas de la JNA y la SAO Krajina renovaron el bloqueo a mediados de agosto. Kijevo fue capturado el 26 de agosto, y posteriormente saqueado e incendiado. Los combates en Kijevo fueron importantes por ser uno de los primeros casos en que la JNA se puso abiertamente del lado de la SAO Krajina contra las autoridades croatas. La policía croata huyó de Kijevo hacia el pueblo de Drniš y el resto de la población croata abandonó el pueblo.
Martić fue juzgado en el Tribunal Penal Internacional para la ex Yugoslavia (TPIY) por varios cargos diferentes de crímenes de guerra, incluyendo su participación en el asedio de Kijevo. El juicio resultó en un veredicto de culpabilidad, y las conclusiones de la Sala de Primera Instancia en relación con Kijevo, hechas en 2007, fueron confirmadas por la Sala de Apelaciones del Tribunal Penal Internacional para la ex Yugoslavia en 2008, sobre la base de las declaraciones de los testigos acerca de que se trató de una limpieza étnica. El asedio fue el primer caso de uso de la limpieza étnica en las guerras yugoslavas. Las autoridades croatas juzgaron a Mladić in absentia y lo condenaron por crímenes de guerra cometidos en Kijevo.

## Antecedentes
En 1990, las tensiones étnicas entre serbios y croatas empeoraron tras la derrota electoral del gobierno de la República Socialista de Croacia por la Unión Democrática Croata (Hrvatska demokratska zajednica, HDZ). El Ejército Popular Yugoslavo (Jugoslovenska Narodna Armija - JNA) confiscó las armas de la Defensa Territorial de Croacia (Teritorijalna obrana - TO) para minimizar la resistencia. El 17 de agosto, las tensiones se intensificaron hasta convertirse en una revuelta abierta de los serbios de Croacia, centrada en las zonas predominantemente serbias del interior de Dalmacia en torno a Knin (aproximadamente 60 kilómetros (37 millas) al noreste de Split), partes de Lika, Kordun, Banovina y el este de Croacia. Serbia, apoyada por Montenegro y las provincias serbias de Vojvodina y Kosovo, trató sin éxito de obtener la aprobación de la Presidencia yugoslava para una operación de la JNA para desarmar las fuerzas de seguridad croatas en enero de 1991. La solicitud fue denegada y una escaramuza incruenta entre los insurgentes serbios y la policía especial croata en marzo hizo que la propia JNA pidiera a la Presidencia Federal que le diera autoridad en tiempo de guerra y declarara el estado de emergencia. A pesar de que la solicitud fue respaldada por Serbia y sus aliados, la solicitud de la ANJ fue denegada el 15 de marzo. El presidente serbio Slobodan Milošević, prefiriendo una campaña para expandir Serbia en lugar de preservar Yugoslavia con Croacia como unidad federal, amenazó públicamente con reemplazar a la ANJ por un ejército serbio y declaró que ya no reconocía la autoridad de la Presidencia federal. La amenaza provocó que la JNA abandonara gradualmente los planes de preservar Yugoslavia en favor de la expansión de Serbia, ya que la JNA pasó a estar bajo el control de Milošević. A finales de marzo, el conflicto se había intensificado hasta llegar a las primeras muertes. A principios de abril, los líderes de la revuelta serbia en Croacia declararon su intención de integrar las áreas bajo su control con Serbia. Estas fueron consideradas por el Gobierno de Croacia como regiones secesionistas.
A principios de 1991, Croacia no tenía un ejército regular. Para reforzar su defensa, Croacia duplicó el personal de la policía a unos 20.000 agentes. La parte más efectiva de la fuerza fue la policía especial de 3.000 efectivos desplegada en doce batallones y adoptando la organización militar de las unidades. También había 9.000-10.000 policías de reserva organizados regionalmente en 16 batallones y 10 compañías. La fuerza de reserva carecía de armas. Como respuesta al deterioro de la situación, el gobierno croata estableció la Guardia Nacional Croata (Zbor narodne garde - ZNG) en mayo, fusionando los batallones de la policía especial en cuatro brigadas de guardias totalmente profesionales, compuestas por aproximadamente 8.000 soldados subordinados al Ministerio de Defensa, encabezados por el general retirado de la JNA Martin Špegelj. La policía regional, que para entonces se había ampliado a 40.000 efectivos, también estaba adscrita al ZNG y se reorganizó en 19 brigadas y 14 batallones independientes. Las brigadas de guardias eran las únicas unidades del ZNG que estaban completamente armadas con armas cortas; en todo el ZNG faltaban armas más pesadas y no había una estructura de mando y control. La escasez de armas pesadas era tan grave que el ZNG recurrió a utilizar armas de la Segunda Guerra Mundial tomadas de museos y estudios de cine. En ese momento, el arsenal de armas de Croacia consistía en 30.000 armas pequeñas compradas en el extranjero y 15.000 que anteriormente pertenecían a la policía. Se estableció entonces una nueva policía especial de 10.000 efectivos para reemplazar al personal perdido por las brigadas de guardias.

## Preludio
En 1991, Kijevo era un pueblo de 1.261 personas, el 99,6% de las cuales eran croatas. Estaba rodeada por las localidades serbias de Polača, Civljane y Cetina. Tras la revolución de los troncos, las tres aldeas serbias habían pasado a formar parte de la SAO Krajina y el acceso por carretera a Kijevo vio restringido al establecerse barricadas en Polača y Civljane en las carreteras que conducían al pueblo. En respuesta, su población estableció una milicia ad hoc.
Tras el incidente de los Lagos de Plitvice del 1 de abril de 1991, las fuerzas de la SAO Krajina capturaron a tres policías croatas de la cercana localidad de Drniš, con la intención de intercambiarlos por tropas serbo-croatas prisioneras de las fuerzas croatas como consecuencia del incidente en los Lagos de Plitvice. A su vez, la milicia establecida por los residentes de Kijevo capturó a varios civiles serbios y exigió que los policías capturados fueran liberados a cambio de sus prisioneros. El 2 de abril, los oficiales de inteligencia de la JNA informaron de ello y advirtieron de que las milicias locales de Kijevo y Civljane, que de otro modo estarían separadas por barricadas, estaban enfrascadas en escaramuzas armadas que amenazaban con intensificarse. Kijevo adquirió importancia estratégica porque su ubicación obstaculizaba las comunicaciones por carretera de la SAO Krajina.

## Bloqueo de abril a mayo
En la noche del 27 al 28 de abril, un grupo de funcionarios del Ministerio del Interior de Croacia logró llegar a Kijevo, y el 28 de abril se estableció oficialmente una comisaría de policía croata en la localidad. Al día siguiente, las tropas de la JNA, comandadas por el jefe de Estado Mayor del 9º Cuerpo (Knin) de la JNA, el coronel Ratko Mladić, entraron, cortando todo acceso e impidiendo la entrega de suministros a Kijevo. El 2 de mayo, un helicóptero de la policía croata realizó un aterrizaje de emergencia en Kijevo después de sufrir daños causados por los disparos de las tropas de la SAO Krajina. El helicóptero transportaba al entonces Ministro de Defensa Luka Bebić y al vicepresidente del Parlamento croata Vladimir Èeks. La aeronave pudo despegar después de las reparaciones el mismo día. Otra escaramuza tuvo lugar el 2 de mayo en el Monte Kozjak, donde un miembro de los paramilitares de la SAO Krajina fue asesinado mientras hacía guardia.
El presidente croata Franjo Tuđman pidió públicamente que se pusiera fin al asedio, y el alegato dio lugar a una protesta a gran escala contra la JNA en Split, organizada por la Asociación de Sindicatos Croatas en los Astilleros Brodosplit el 6 de mayo de 1991. El 7 de mayo, 80 tanques y vehículos oruga y 23 vehículos de ruedas de la Décima Brigada Motorizada de la JNA salieron del cuartel en Mostar pero fueron detenidos por los civiles delante de Široki Brijeg, al oeste de Mostar. El convoy permaneció en el lugar durante tres días mientras la multitud exigía que la JNA levantara el sitio de Kijevo. La protesta terminó después de que Alija Izetbegović, el presidente de la Presidencia de Bosnia y Herzegovina, visitase a los manifestantes y se dirigiese a ellos, asegurando a la multitud que el convoy se dirigía a Kupres y no a Kijevo. Tuđman y el Cardenal Franjo Kuharić enviaron telegramas a los manifestantes apoyando a Izetbegović. El asedio a Kijevo se levantó mediante negociaciones unos días después, dos semanas después de que se iniciase el bloqueo.

## Bloqueo de agosto
El acuerdo de mayo resultó efímero, ya que las unidades de la JNA, de nuevo dirigidas por Mladić, pusieron barricadas en Kijevo para impedir la entrada en la localidad el 17 de agosto de 1991. Al día siguiente, el líder serbio croata Milan Martić dio un ultimátum a la policía y a los habitantes de Kijevo, exigiendo que abandonaran la localidad y sus alrededores en un plazo de dos días o se enfrentarían a un ataque armado.
Entre el 23 y el 25 de agosto, las fuerzas croatas evacuaron a casi toda la población civil de la aldea. El 25 de agosto, las fuerzas croatas lanzaron un ataque fallido contra el cuartel de la JNA en Sinj, a 38 kilómetros al sudeste de Kijevo. El objetivo del ataque era obtener armas, necesarias a medida que se deterioraban las posiciones croatas cerca de Kijevo.
El 26 de agosto, la JNA realizó un ataque sobre Kijevo, al que se opusieron 58 policías armados sólo con armas ligeras y comandados por el jefe de la comisaría Martin Čičin. Entre las 05:18 y las 13:00, la JNA disparó 1.500 proyectiles de artillería contra la localidad, y la Fuerza Aérea Yugoslava apoyó el ataque con 34 misiones de apoyo aéreo cercano. Esa misma tarde, la JNA realizó un asalto con su fuerza terrestre a Kijevo. Según Martić, cada casa de Kijevo fue atacada. La fuerza atacante consistía en aproximadamente 30 tanques apoyados por la infantería de la JNA y la milicia serbo-croata..
La JNA entró en el pueblo a las 16:30. El Teniente Coronel Borislav Đukić, al mando del Grupo Táctico-1 encargado de la captura de Kijevo y el oficial al mando de la 221.ª Brigada de Infantería Motorizada de la JNA, informaron de que la aldea estaba asegurada a las 22:30. La policía croata huyó de Kijevo en tres grupos a través del Monte Kozjak hacia Drniš. El resto de la población croata se fue después de que la artillería destruyera gran parte de sus casas. Los grupos en retirada fueron perseguidos por los aviones de la Fuerza Aérea Yugoslava mientras cruzaban el Kozjak. La reportera de la Radio Televisión de Belgrado, Vesna Jugović, grabó estos acontecimientos. Las unidades de Krajina comandadas por Martić actuaron en concierto con la JNA para tomar el mando de la zona.

## Consecuencias
El enfrentamiento entre las fuerzas croatas y la JNA en Kijevo fue uno de los primeros casos en que la JNA se puso abiertamente del lado de los serbios insurgentes en la rápida escalada de la Guerra de Independencia croata, actuando en base al ultimátum de Martić. La fuerza defensora sólo sufrió dos heridos, pero uno de los grupos en retirada fue capturado. El grupo, compuesto por 20 hombres, fue liberado más tarde en un intercambio de prisioneros de guerra. La JNA no sufrió ninguna baja. Después de que la JNA asegurase Kijevo, la aldea fue saqueada e incendiada. La destrucción de Kijevo se convirtió en uno de los crímenes serbios más notorios en las primeras etapas de la guerra. Las unidades de la JNA que participaron en los combates en Kijevo y sus alrededores avanzaron hacia Sinj en los días siguientes, capturando Vrlika antes de ser redesplegadas para participar en la batalla de Šibenik a mediados de septiembre.
En el Tribunal Penal Internacional para la ex Yugoslavia, el juicio de Milán Martić resultó en un veredicto de culpabilidad con respecto a la participación de Martić en Kijevo, y las conclusiones de la Sala de Primera Instancia en 2007 relativas a Kijevo fueron confirmadas por la Sala de Apelaciones en 2008, sobre la base de las declaraciones de testigos de que se trataba de una limpieza étnica. El asedio de Kijevo fue el primer caso de aplicación de la estrategia de depuración étnica en las guerras yugoslavas. Los acontecimientos de Kijevo no se incluyeron en la acusación en el juicio de Ratko Mladić, pero la judicatura croata juzgó a Mladić in absentiapor los crímenes de guerra cometidos en Kijevo. Fue declarado culpable y condenado a 20 años de prisión.